# Bolboleaus houstoni
Bolboleaus houstoni är en skalbaggsart som beskrevs av Henry Fuller Howden 1985. Bolboleaus houstoni ingår i släktet Bolboleaus och familjen Bolboceratidae. Inga underarter finns listade.